# MSP430
MSP430 是德州儀器生产的混合信号單晶片系列。该系列的單晶片专为低成本、特别是低功耗的嵌入式应用设计。

## 应用
MSP430 單晶片可作为低功耗嵌入式设备使用，其静态电流可小于1微安。MSP430 系列單晶片的 CPU 的最高频率为 25 MHz，但也可以降低频率以降低功耗。MSP430 有6种不同的低功耗模式，在不同的模式下可以禁用不需要的时钟或 CPU。此外，MSP430 还可在1微秒内被唤醒，这可使它在睡眠模式下可以维持更长的时间，让其平均功耗最小化。
不同配置下的该设备带有常用的外设，如内部振荡器、定时器、PWM、看门狗、UART、SPI、I²C、10/12/14/16/24 位 ADC，以及掉电复位电路。此外也有一些较少使用的外设，如比较器（可与定时器配合使用来完成简单的 ADC 任务）、用于信号调理的片上运算放大器、12位DAC、LCD 驱动器、硬件乘法器、USB，以及用于处理 ADC 结果的 DMA。除了一些较老的 EPROM（如 MSP430E3xx）和大容量掩模 ROM (如 MSP430Cxxx) 的版本，其余的设备都是可系统内编程的，需要使用 JTAG（使用完整的四线版本或 Spy-Bi-Wire）或内置引导加载器（Bootstrap Loader，BSL，使用UART，如RS232），在带有 USB 支持的设备上还可以使用USB接口。
然而，一些限制因素使其不易用于更复杂的嵌入式系统中。比如，MSP430 没有外部記憶體匯流排，因此它受限于內建的記憶體（最多66 KB的随机存取存储器和512 KB的闪存），这对于需要大的缓冲区或数据表的程序来说过于不足。此外，尽管 MSP430 带有 DMA 控制器，但由于缺少 DMA 输出选择的功能，要用它将数据移出芯片却并不容易。

## 参数
超低功耗 16 位 精简指令集混合信号处理器。频率有8/16/25MHz可供选择。片上含ADC、DAC、时钟、看门狗、RAM、flash或ROM，支持I²C、CAN等。
其下又分为多个系列
x1xx系列
x2xx系列
x4xx系列，含LCD控制器。
x5xx系列

### 网络社区
- MSP430 一个德州仪器赞助的网站，但是掛掉了。 （页面存档备份，存于）
- msp430 Yahoo!讨论组 （页面存档备份，存于）
- MSP430.info

### 开发工具

#### 常用开发工具
- TI Code Composer Studio 免费版本可生成最大16KB代码的程序
- IAR Embedded Workbench Kickstart Archive.today的存檔，存档日期2013-02-04 试用版可生成最大4KB代码的程序
- GCC MSP430微控制器工具链
- GCC 4.x MSP430微控制器工具链 （页面存档备份，存于）
- Rowley CrossWorks for MSP430 （页面存档备份，存于）

#### 图形化编程工具
- VisSim MSP430 基于模型的嵌入式开发系统 （页面存档备份，存于）

#### 其他
- AQ430 （页面存档备份，存于）
- ImageCraft （页面存档备份，存于）
- ForthInc Forth-Compiler
- MPE Forth-Compiler （页面存档备份，存于）
- HI-TECH C for MSP430 (2009年被微芯公司收购后不再支持MSP430)
- WSim - a software-driven emulator for full platform estimations and debug （页面存档备份，存于）
- MSPSim - 用Java开发的MSP430模拟器 （页面存档备份，存于）
- MSP430Static - 用Perl开发的破解工具 （页面存档备份，存于）